# ジョゼフ・ニーダム
ノエル・ジョゼフ・テレンス・モンゴメリー・ニーダム（Noel Joseph Terence Montgomery Needham, 1900年12月9日 - 1995年3月24日）は、イギリスの生化学者・科学史家。コンパニオンズ・オブ・オーナー勲章勲爵士（CH）、王立協会フェロー（FRS）、イギリス学士院フェロー（FBA）。中国科学史の権威で、1983年11月29日に中国社会科学院より名誉博士号が授与される。中国では李約瑟（拼音: Lǐ Yuēsè）という中国名で知られる。
ライフワークであった大著『中国の科学と文明』は中国文明のみならず非ヨーロッパ文明に対する知識人の見方を一変させるほどの衝撃を西洋世界にもたらした。

## 人物・生涯
1900年、ロンドンに医師の子として生まれる。ケンブリッジ大学で医学を専攻。在学中、ノーベル賞受賞者のフレデリック・ホプキンズとの邂逅をきっかけに生化学を志し、発生生化学者の権威となった。1930年代後半より中国における科学発達史に関心を持ち始め、1942年から1945年まで蔣介石政府の科学顧問として重慶に滞在した。帰国後、ジュリアン・ハクスリーの推薦で国際連合教育科学文化機関(UNESCO)の創立にかかわり、その自然科学部門を2年間担当した。1948年にケンブリッジ大学ゴンヴィル・アンド・キーズ・カレッジに戻り、以後、前人未踏の中国科学史の研究に没頭する。『中国の科学と文明』の最初の巻は1954年に出版された。当初7巻で完結する計画であったが、実際にははるかに巨大になった。ケンブリッジ大学内のニーダム研究所で編纂が続けられ、1995年の没時までに計16冊が出版され、12冊分はニーダム自身によるもので、没後も出版が続けられた。
1965年、ニーダムはケンブリッジ大学ゴンヴィル・アンド・キーズ・カレッジの学寮長に選出された。

## 政治的見解
ニーダムは若いころからキリスト教社会主義者であり、また中国に対する関心は1949年の中華人民共和国成立後も続けられた。ニーダムは1952年に中国政府からの朝鮮戦争の調査依頼を受け入れ、北朝鮮と中国で米軍が生物兵器を使ったと証言したことが論争を呼んだ。ニーダムは米国政府によって1970年代までブラックリストに載せられており、2008年にニーダムの伝記を著したサイモン・ウィンチェスターは、共産主義に共感を寄せたニーダムを共産主義者が利用したと論評した。1964年には周恩来と会見し、1965年には英中相互理解協会を設立した。

## 受賞歴
- 1941年 - 王立協会フェロー[11]
- 1961年 - アメリカ科学史会 ジョージ・サートン・メダル
- 1973年 - フランス文学院よりスタニスラス・ジュリアン賞
- 1984年 - 科学技術社会論学会 J.D.バーナル賞
- 1990年 - 福岡市 福岡アジア文化賞　創設特別賞
- 1992年 - コンパニオンズ・オブ・オーナー勲章[12]

## 著作
- 『化学的発生学』1931年
- 『中国の科学』1945年
- 『中国の科学と文明』（en:Science and Civilisation in China、原著1954-2004年）
　日本語訳（全11巻、新思索社、1974-1981年、新装版1991年（8巻目まで））、Vol.5～Vol.7[13]（原著は2004年）は未訳。

1. 「序篇」、砺波護・脇本繁・杉山二郎・田辺勝美 訳、1974年　※ Vol.1 Introductory Orientationsの翻訳
2. 「思想史　上」、吉川忠夫・木全徳雄・佐藤保・島尾永康 訳、1974年　※Vol.2 History of Scientific Thoughtを2分冊で翻訳
3. 「思想史　下」、1976年
4. 「数学」、芝原茂・中山茂・吉沢保枝・山田慶児 訳、1975年　※Vol.3 Mathematics and the Sciences of the Heavens and Earthを3分冊で翻訳
5. 「天の科学」、吉田忠・宮島一彦・中山茂・高柳雄一・橋本敬造・山田慶児 訳、1976年
6. 「地の科学」、海野一隆・山田慶児・橋本敬造 訳、1976年
7. 「物理学」、橋本万平・大森実・野矢弘・宮島一彦 訳、1977年　※Vol.4, Part 1 Physics and Physical Technology - Physicsの翻訳
8. 「機械工学　上」、中岡哲郎・堀尾尚志・佐藤晴彦・山田潤 訳、1977年　※Vol.4, Part 2 Physics and Physical Technology - Mechanical Engineeringを2分冊で翻訳
9. 「機械工学　下」、1978年
10. 「土木工学」、1979年　※Vol.4, Part 3 Physics and Physical Technology - Civil Engineering and Nauticsを2分冊で翻訳
11. 「航海技術」、1981年

- 『文明の滴定　科学技術と中国の社会』（橋本敬造訳、叢書・ウニベルシタス 法政大学出版局、1974年、新装版2015年）- 原著1969年
- 『東と西の学者と工匠：中国科学技術史講演集』（上・下、山田慶児訳、河出書房新社、1974-77年）
- 『中国科学の流れ』(牛山輝代訳、薮内清解説、思索社、1984年）
- 『理解の鋳型：東西の思想経験』（井上英明訳、叢書・ウニベルシタス 法政大学出版局、1992年）
- 『ニーダム・コレクション』（牛山輝代編・竹内廸也・内藤陽哉・山田慶児訳、ちくま学芸文庫、2009年）

### 編著
- 『生化学と形態発生』（原著1942年）- 編著『生化学の歴史』（木原弘二訳、みすず書房、1978年）
- ドロシー・ニーダムとの共編『科学の前哨　第二次大戦下の中国の科学者たち』（原著1948年）（山田慶児・牛山輝代訳、平凡社、1986年）
- 中山茂・松本滋・牛山輝代編『ジョゼフ・ニーダムの世界 名誉道士の生と思想』（日本地域社会研究所、1988年）
- 魯桂珍との共著『中国のランセット：針灸の歴史と理論』（原著1980年）（橋本敬造・宮下三郎訳、創元社、1989年）
- ニーダム序文『図説 中国の科学と文明』（原著）（ロバート・テンプル、牛山輝代監訳、河出書房新社、1992年、改訂新版2008年）